# Lizarda
Lizarda es un municipio brasileño del estado del Tocantins. Se localiza a una latitud 09º35'39" sur y a una longitud 46º40'23" oeste, estando a una altitud de 423 metros. Su población estimada es de 3.737 habitantes, datos del IBGE en 29 de agosto de 2008.
Posee un área de 5825,65 km².

## Imágenes

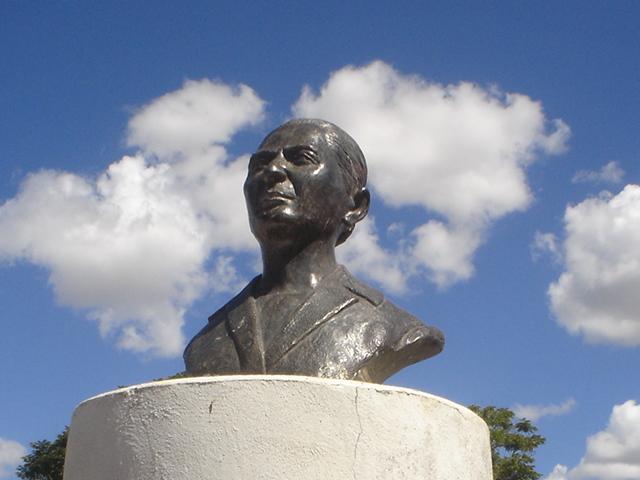
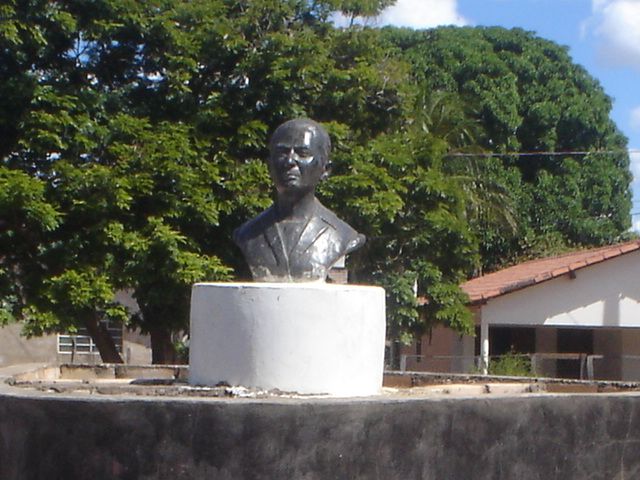
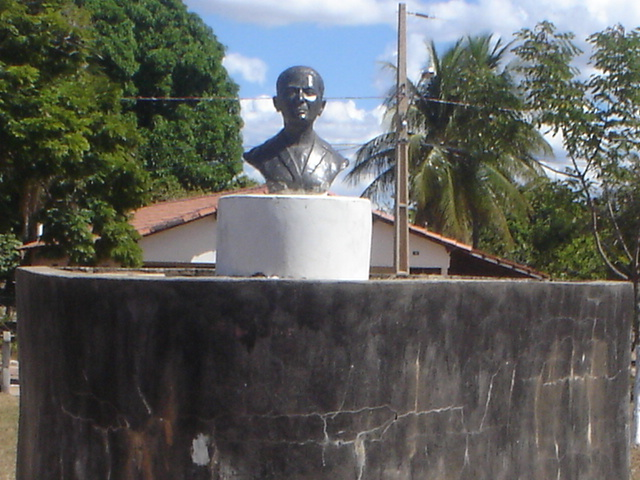
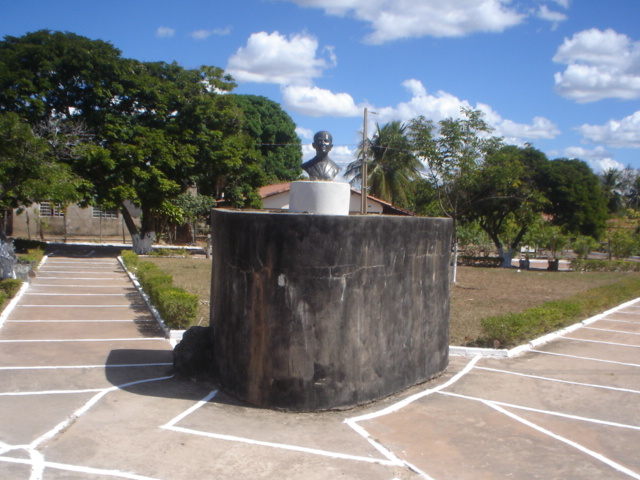
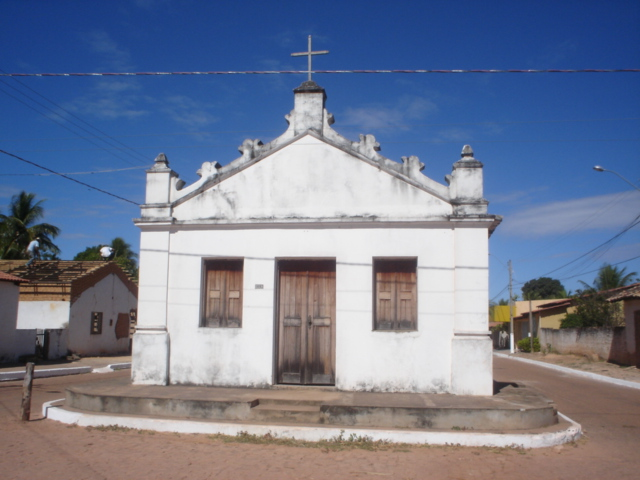
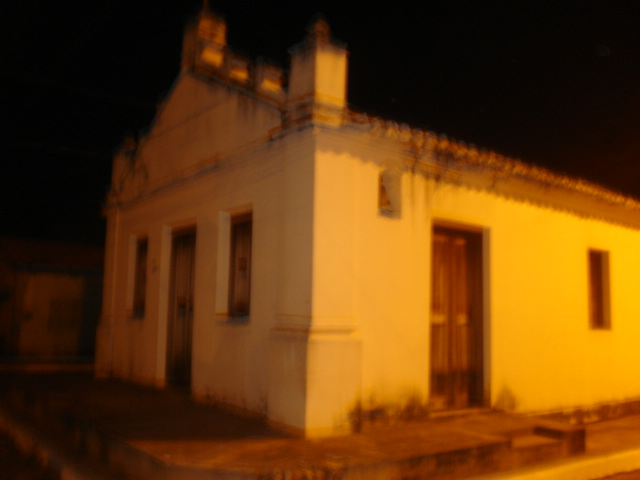
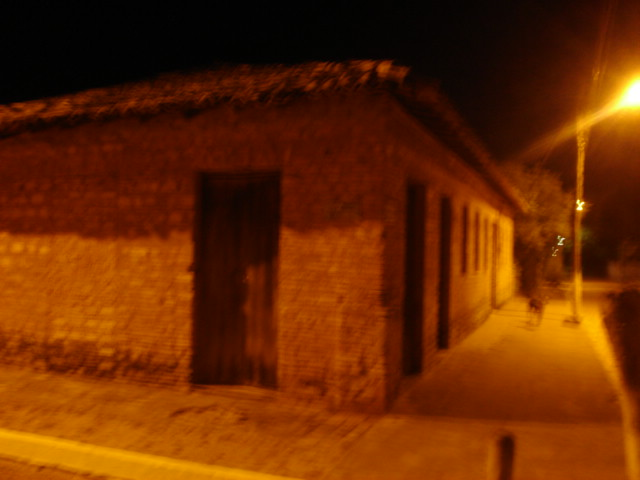
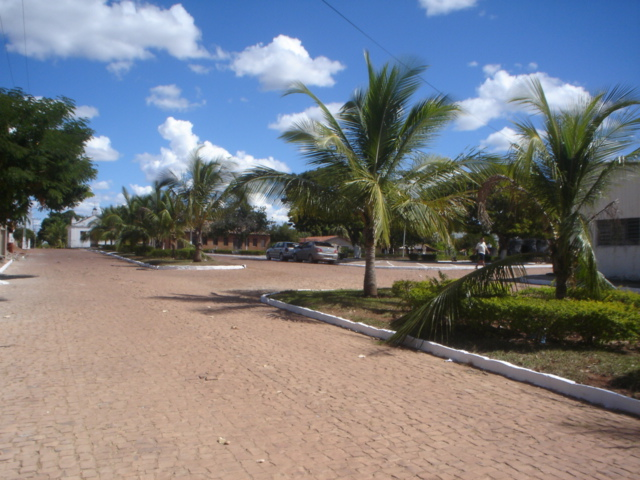
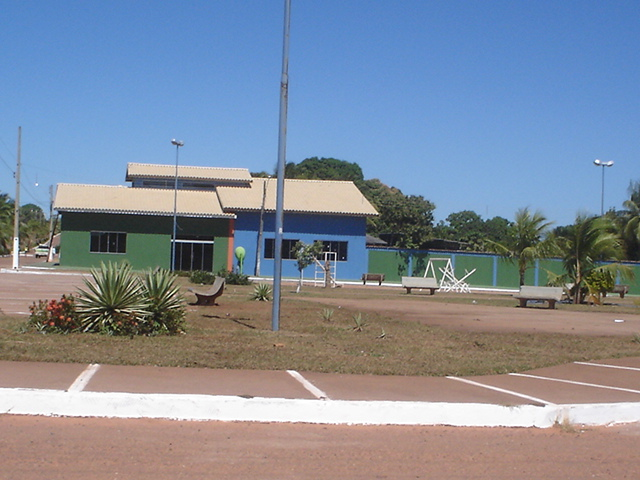
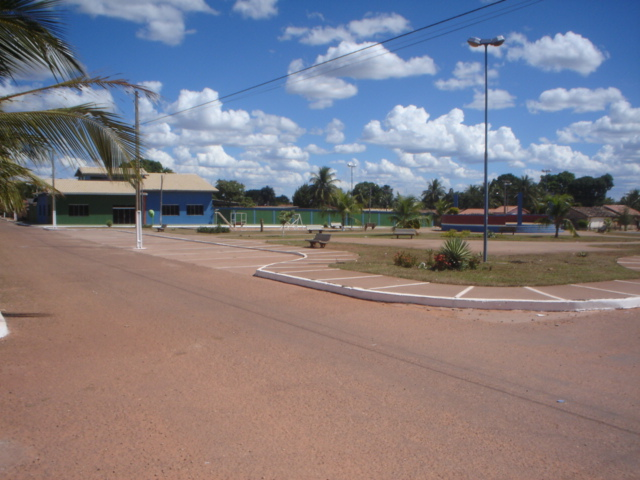
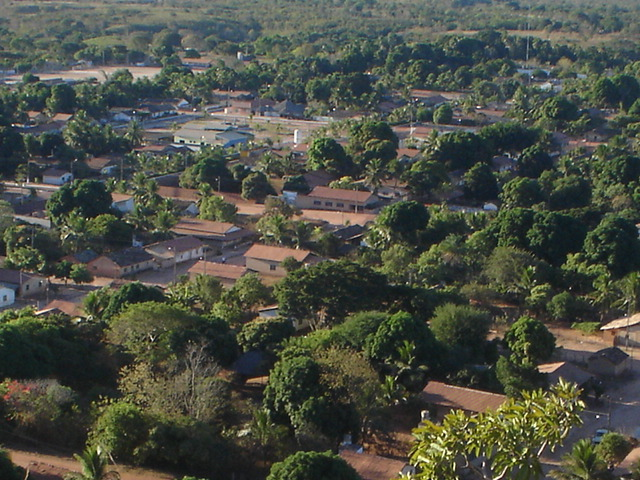
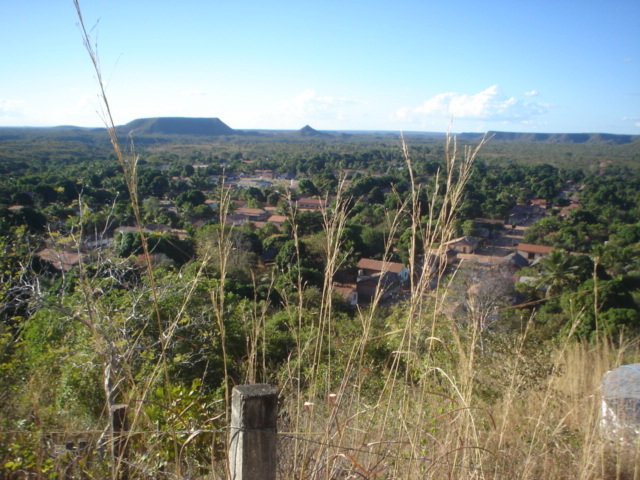
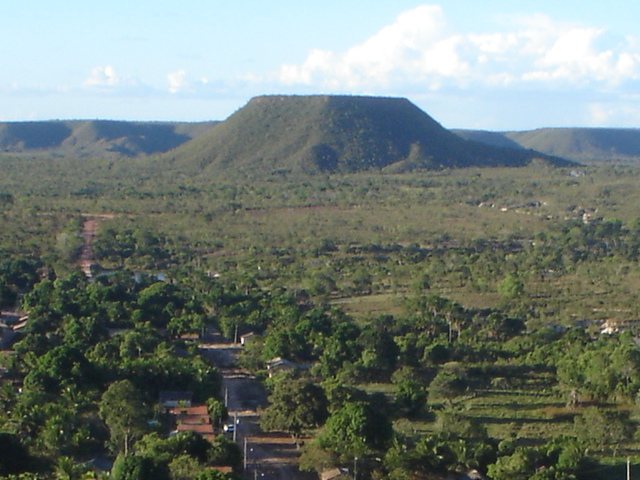
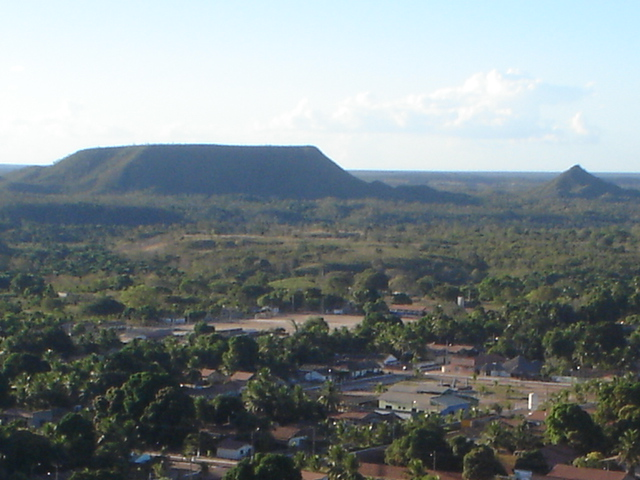
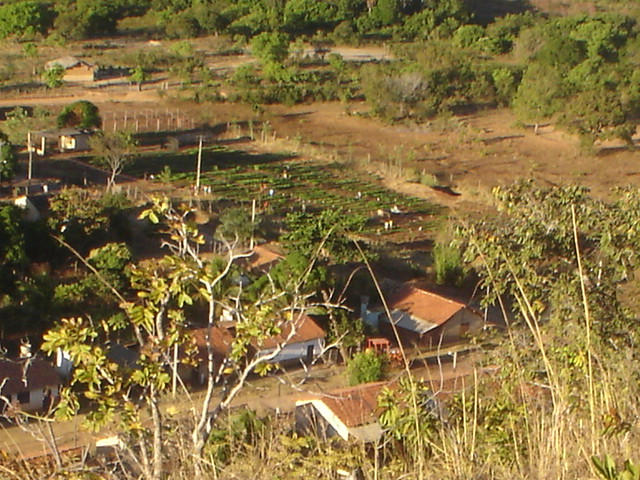
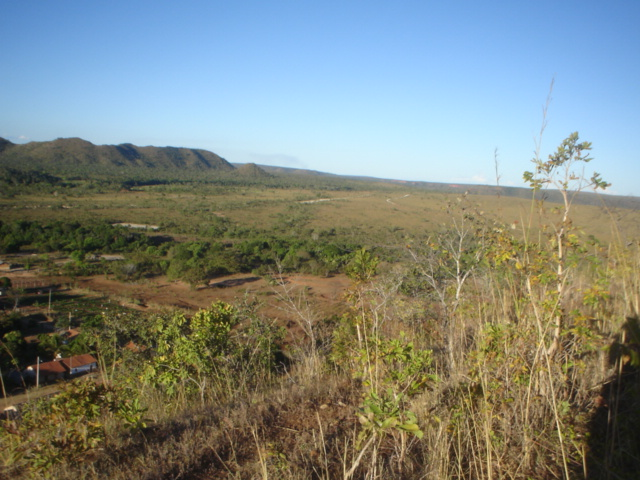